# Saint-Hérent
Saint-Hérent – miejscowość i gmina we Francji, w regionie Owernia-Rodan-Alpy, w departamencie Puy-de-Dôme.
Według danych na rok 1990 gminę zamieszkiwało 110 osób, a gęstość zaludnienia wynosiła 9 osób/km² (wśród 1310 gmin Owernii Saint-Hérent plasuje się na 734. miejscu pod względem liczby ludności, natomiast pod względem powierzchni na miejscu 732.).